# 卡布比妥
卡布比妥（英語： 或 carbubarbital，商品名：Nogexan）是一种含氮有机化合物，化学式C11H17N3O5，属于氨基甲酸酯类巴比妥类药物，能用作鎮靜劑。